# Stavros Sideras
Stavros Sideras (Grieks: Σταύρος Σιδεράς) (Cyprus, 1948) is een Cypriotisch zanger.

## Biografie
Sideras begon zijn muzikale carrire in 1976. Zijn grote doorbraak kwam er echter pas in 1983, toen hij samen met Konstandina intern werd geselecteerd door de Cypriotische openbare omroep om het eiland te vertegenwoordigen op het Eurovisiesongfestival 1983, dat gehouden zou worden in München, West-Duitsland. Daar eindigde het duo op de zestiende plek, vier landen achter zich latend, met het door Sideras gecomponeerde I agapi akoma zi.
Naast het podium houdt Sideras zich ook bezig met het schrijven en regisseren van musicals en muziekshows. In de jaren negentig kreeg hij bovendien zijn eigen televisieprogramma op de commerciële omroep Sigma TV, waar hij politici interviewde.